# وونغ تشون هين
وونغ تشون هين (بالصينية: 黃駿軒) هو لاعب كرة قدم صيني في مركز الوسط، ولد في 9 يوليو 1995 في هونغ كونغ في الصين، وتوفي في 6 يونيو 2022 في Tuen Mun ‏ في الصين بسبب الموت سقوطا. لعب مع هونغ كونغ رينجرز.

## وصلات خارجية
- وونغ تشون هين على موقع قاعدة بيانات كرة القدم.إي يو (الإنجليزية)
- وونغ تشون هين على موقع Soccerway.com (الإنجليزية)